# Dauerlichtzeichen
Bei einem Dauerlichtzeichen handelt es sich um ein in der deutschen Straßenverkehrs-Ordnung geregeltes Lichtzeichen, das einen Fahrstreifen entweder sperrt, freigibt oder einen Fahrstreifenwechsel vorschreibt. Auf einem so geregelten Fahrstreifen darf nicht gehalten werden.
In der Richtlinien für Lichtsignalanlagen werden sie als Fahrstreifensignalgeber bezeichnet.

## Ausführung

### Sinnbilder

Fahrstreifensignal Kreuz aus roten Schrägbalken (Fahrstreifen gesperrt)
Grüner Pfeil nach unten (Fahrstreifen freigegeben)
Fahrstreifensignal Gelber Pfeil diagonal nach links unten (Fahrstreifen nach links wechseln)
Fahrstreifensignal Gelber Pfeil diagonal nach rechts unten (Fahrstreifen nach rechts wechseln)

### Anwendung

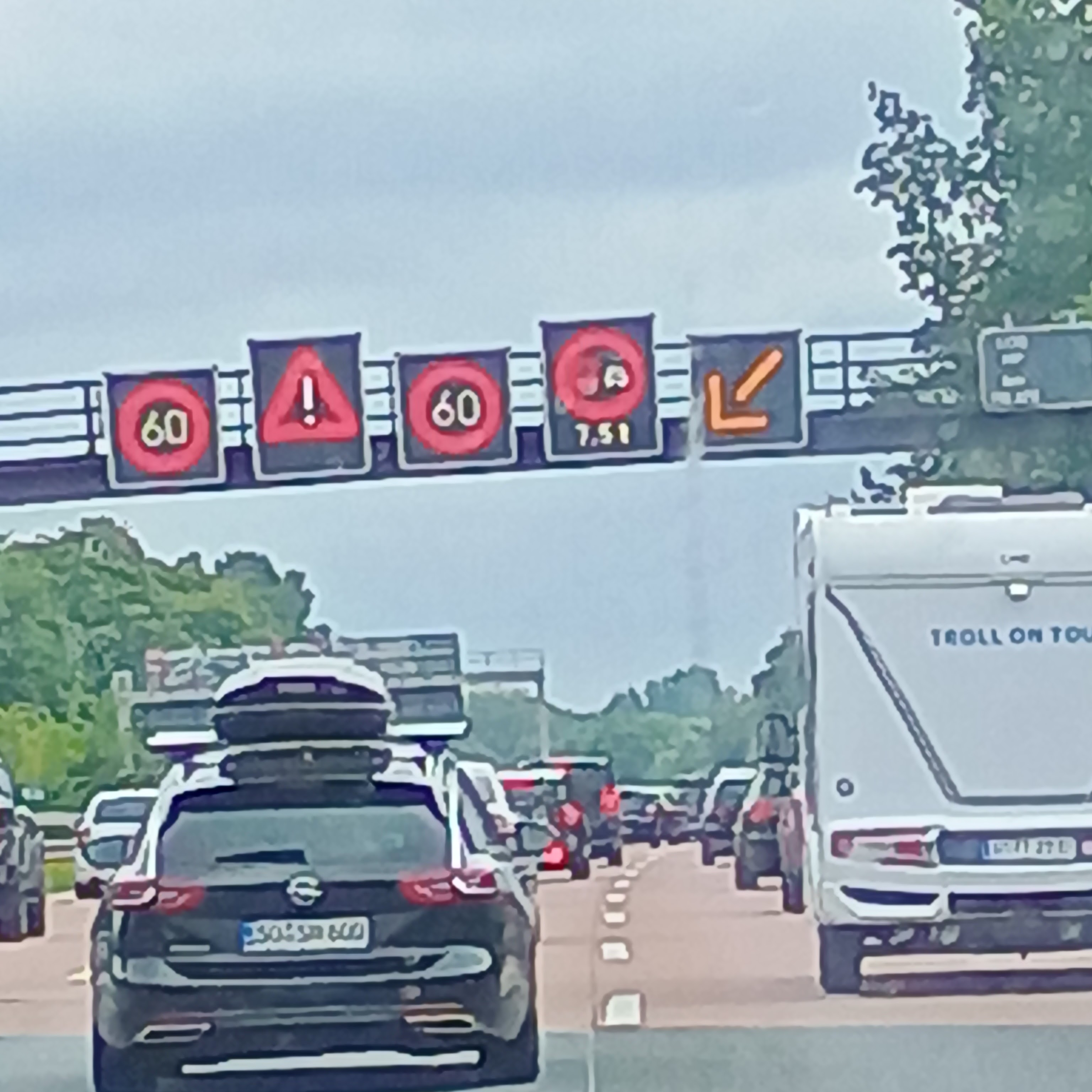
Vorgeschriebener Fahrstreifenwechsel nach links vor einer Unfallstelle
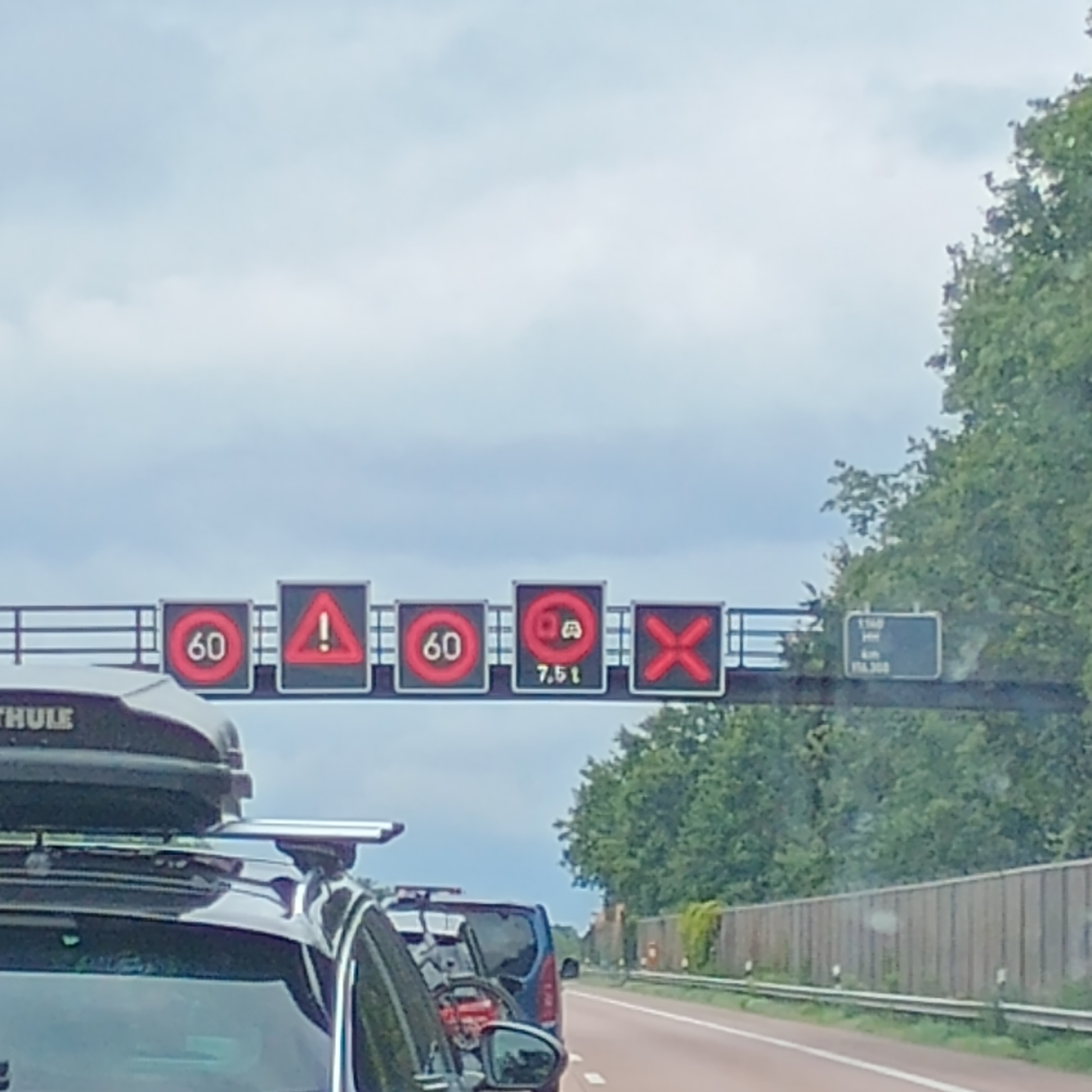
Sperrung des rechten Fahrstreifens im Bereich einer Unfallstelle